# Tympanocryptis centralis
Tympanocryptis centralis — вид ігуаноподібних ящірок родини агамових (Agamidae). Ендемік Австралії.

## Поширення і екологія
Tympanocryptis centralis мешкають на сході Західної Австралії, на півдні Північної Території та на півночі Південній Австралії. Вони живуть в піщаних пустелях та серед кам'янистих пагорбів, серед заростей спінніфексу та в евкаліптових чагарниках.